# Myspace
Myspace (estilitzat myspace, abans MySpace) és un lloc web d'interacció social format per perfils personals d'usuaris que conté xarxes d'amics, grups, blocs, fotos, vídeos i música, a més d'una xarxa interna de missatgeria que permet comunicar uns usuaris amb uns altres i un cercador intern. Per tant, és un servei de xarxa social que permet posar en contacte gent de tot el món a través d'Internet i així compartir interessos.

## Història
És propietat de Specific Media LLC i l'estrella del pop Justin Timberlake. Myspace es va crear l'agost del 2003 i la seva base es troba a Beverly Hills, Califòrnia. L'agost de 2011, Myspace tenia 33,1 milions de visitants als EUA.
El juliol del 2005, News Corporation va adquirir Myspace i Intermix Media per 580 milions de dòlars. De 2005 a 2008, Myspace va ser la xarxa social més visitada del món, però, durant els primers mesos del 2006, a Mèxic va començar el seu declivi, a favor d'altres xarxes socials dedicades a la fotografia com MetroFLOG i Fotolog, però, la majoria de les adolescents del segment A / B continuaven utilitzant Myspace, el juny del 2006 va superar a Google com el lloc més visitat a la xarxa als EUA. L'abril del 2008, Myspace va ser sobrepassat per Facebook. Des de llavors, el nombre d'usuaris de Myspace ha anat disminuint constantment a pesar de diversos redissenys. El setembre del 2011, Myspace es trobava al lloc 91 de tràfic total a la xarxa.
El juny de 2009, Myspace ocupava aproximadament 1600 treballadors. Des de llavors, la companyia ha patit diversos canvis i, el juny del 2011, Myspace va reduir la seva plantilla a 200 persones.
L'any 2009, segons cnet.com (citat per San Martín i Mujica, 2010) situa Myspace en el segon lloc en un rànquing dels més visitats. El primer lloc seria per a Facebook, el tercer lloc per a Twitter, el quart per a Fluster i el darrer per a LinkedIn.
El 29 de juny de 2011 Specific Media va declarar que havia adquirit MySpace a News Corporation per 35 milions en accions i diners en efectiu.
Myspace va canviar de propietari el 12 de febrer de 2016 a causa de l'adquisició de Viant Technology (L'empresa matriu de Myspace) amb seu a Irvine, Califòrnia, per part de Time Inc., una editorial de l'empresa dedicada a la publicació de revistes en mitjans impresos i digitals com ara Time, People, Fortune, Sports Illustrated i Entertainment Weekly, entre d'altres.

## Continguts d'un perfil MySpace
Dades de l'usuari, fotografia, semblant a les xarxes socials Facebook i Twitter.
Emoticones: són emoticones que mostren quin és l'estat emocional de la persona en aquell moment. Va ser creat el juliol de 2007.
Personalització (HTML): MySpace permet als usuaris personalitzar els seus perfils a través de codis HTML (però no JavaScript) en les àrees "Sobre Mi", "Qui m'agradaria conèixer" i "Interessos". També es pot incloure vídeos i contingut en flash.
Música: Els perfils de MySpace per a cantants són diferents de perfils normals on els artistes poden pujar sis pistes musicals en format MP3 les quals poden ser agregades al perfil de l'Usuari com a música de fons. L'usuari que les pugi o usi com a fons musical en el seu Perfil deu tenir en compte els Drets d'Autor per al seu ús (ser el seu propi treball, tenir permís, etc.). Els nous cantants o músics poden inscriure per promoure i vendre la seva música, que és una pràctica bastant popular entre els usuaris de MySpace. Permet als usuaris exhibir les seves cançons. No importa si l'artista ja és famós o no; artistes i aspirants poden carregar les seves cançons pel MySpace i tenir accés a milions de persones en un dia bàsic. La disponibilitat de la música en aquest lloc continua desenvolupant en la fundació de joves talents.
Després de mesos d'especulacions, el setembre del 2008 MySpace aconsegueix un acord amb les companyies discogràfiques Sony BMG Music Entertainment, Universal Music Group, Warner Music Group i EMI i llançà una alternativa a l'iTunes. El servei de descàrrega de música només està disponible en els EUA de moment. Les cançons en format MP3 es vendran a Amazon.com a partir de 79 cèntims de dòlar per títol. D'aquesta manera MySpace Music es converteix en el principal catàleg de música del món i un seriós competidor per iTunes.

## Usos de MySpace
MySpace és conegut pel seu vessant musical. Molts músics fan servir aquesta comunitat per a fer conèixer llurs treballs. Antigament, es tractava d'artistes desconeguts o d'aficionats, però els darrers anys han augmentat significativament el nombre d'artistes professionals, i fins i tot de discogràfiques, que fan servir aquest portal com a canal de comunicació amb el públic potencial. Es va crear el 2003.

## Llengües
No hi ha versió de MySpace en català, ni tampoc hi ha opcions per triar la llengua preferida d'entre les que s'ofereixen, sinó que van vinculades automàticament amb l'Estat des del qual es connecta (utilitzant, per tant, la llengua oficial d'aquest últim). MySpace ofereix versions en divuit idiomes.